# Lindernia cyrtotricha
Lindernia cyrtotricha é uma espécie botânica do gênero Lindernia pertencente à família Linderniaceae.